# Daniel Franck
Daniel Franck (9 dicembre 1974) è un ex snowboarder norvegese.

## Palmarès

### Olimpiadi
- 1 medaglia:
  - 1 argento (Nagano 1998 nell'halfpipe)

### Mondiali
- 1 medaglia:
  - 1 argento (Madonna di Campiglio 2001 nell'halfpipe)